# Juan José Mosalini
Juan José Mosalini (* 29. November 1943 in José C. Paz, Provinz Buenos Aires; † 27. Mai 2022 in Paris) war ein argentinisch-französischer Bandoneonist und Komponist.

## Leben und Wirken
Mosalini, der aus einer musikalischen Familie stammte, begann mit acht Jahren, das Bandoneon als Autodidakt zu lernen. Mit dreizehn Jahren begann er in den Tanzsälen zu spielen, im Alter von siebzehn Jahren wurde er professioneller Musiker. 1961 erhielt er den ersten Preis des Musikwettbewerbs Nace una estrella im Canal 13. Er begann seine Karriere in renommierten argentinischen Tango-Orchestern, bei Leopoldo Federico und Osvaldo Pugliese. Auch arbeitete er mit Susana Rinaldi und mit Astor Piazzolla und gründete mit Daniel Binelli das avantgardistische Ensemble Guardia Nueva.
1977 verließ er, wie viele andere Künstler und Intellektuelle, wegen der seit 1976 herrschenden Militärdiktatur sein Heimatland und ging ins Exil nach Paris. Dort gründete er mit dem Pianisten Gustavo Beytelmann und dem Bassisten Patrice Caratini Anfang der 1980er Jahre ein Trio, das als Variante des Tango Nuevo traditionelle Tangos in neuem Arrangement mit Jazzelementen modernisierte. In den folgenden Jahren widmete er sich ebenso der Weiterentwicklung der Bandoneonmusik wie auch der Komposition von Filmmusik und kammermusikalischen und Orchesterwerken. Als Solist spielte er mit zahlreichen renommierten Sinfonie- und Kammerorchestern, etwa dem Ensemble Modern, mit dem er  2002 auf dem Schleswig-Holstein Musik Festival auftrat. Mit Juraj Galan und Norbert Dömling tourte er im Projekt Jazz Meets Tango. Auch gründete er das Gran Orquesta de Tango, eine Großformation, mit der er die Tangogeschichte aufarbeitete. Weiterhin war er an Produktionen von Irmin Schmidt und Jean-Pierre Mas beteiligt.
1986 eröffnete er eine Bandoneon-Schule. Anfang der 1990er Jahre erhielt er eine Professur für Bandoneon am Nationalen Konservatorium von Gennevilliers, wo er bereits seit 1989 Kurse abhielt.
Mosalini spielte 2011 die Schlussszene des Schweizer Spielfilms Der Verdingbub.
Juan José Mosalini starb Ende Mai 2022 im Alter von 78 Jahren an einer Krebserkrankung.
Sein Sohn Juanjo Mosalini, 1972 in Buenos Aires geboren und heutzutage auch in Frankreich lebend, ist ebenfalls Bandoneonist und u. a. mit dem Duo Bögeholz-Mosalini tätig.